# Pedicularis inflexirostris
Pedicularis inflexirostris là loài thực vật có hoa thuộc họ Cỏ chổi. Loài này được F. S. Yang, D.Y. Hong & X. Q. Wang mô tả khoa học đầu tiên năm 2003.